# Вила д'Орацио (Пескара)
Вила д'Орацио (итал. Villa d'Orazio) је насеље у Италији у округу Пескара, региону Абруцо.
Према процени из 2011. у насељу је живело 30 становника. Насеље се налази на надморској висини од 165 м.